# Zakaria Khali
Zakaria Khali (sinh ngày 10 tháng 5 năm 1990) là một cầu thủ bóng đá người Algérie thi đấu cho USM Bel-Abbès ở vị trí hậu vệ.

## Danh hiệu

### Câu lạc bộ
USM Bel Abbès
- Cúp bóng đá Algérie: 2018